# ヴィク・バッキンガム
ヴィク・バッキンガム（Vic Buckingham, 1915年10月23日 - 1995年1月26日）は、ロンドン・グリニッジ区・グリニッジ出身のサッカー選手、サッカー監督。ポジションはミッドフィールダー。
ビク・バッキンガム、ビック・バッキンガム、ヴィック・バッキンガムとも表記される。

## 経歴

### 現役時代
1935年からトッテナム・ホットスパーFCで試合に出場すると、1949年まで現役としてプレー。公式戦通算230試合に出場した。

### 監督時代
1950年にオックスフォード大学とケンブリッジ大学の合同チームであるアマチュアチームのPegasus A.F.C.で監督キャリアをスタート。自身のトッテナム時代の監督、ペーター・マクウィリアムから教わり、当時のチームメイトであるアーサー・ロウが同時期にトッテナム・ホットスパーFCの監督に就任して確立した「プッシュ・アンド・ラン」スタイルの戦法を用いてチームをFAアマチュアカップ制覇に導いた。ちなみにこの戦術はバッキンガム、ロウの他に当時のチームメイト、ビル・ニコルソンもマクウィリアムから教わり、後の1960年代にトッテナムを幾多のタイトルに導いた。またこの戦術はバッキンガムが後にアヤックス・アムステルダム、FCバルセロナの監督に就任するとそれぞれのチームで後任で監督に就いたリヌス・ミケルスが用いたトータル・フットボールの発展に影響を与えた。
1951-52シーズンからはブラッドフォード・パーク・アベニューAFCの監督に就任。初めてプロサッカークラブの指揮を取った。
1953年にウェスト・ブロムウィッチ・アルビオンFCの監督に就任。就任初年度の1953-54シーズンにFAカップの優勝に導くと、リーグでも2位に導き、1897年以来のダブルまであと一歩のところまで近づいた。
1959年にアヤックス・アムステルダムの監督に就任。初年度の1959-60シーズンにエールディヴィジ制覇に導いた。2年目の1960-61シーズンは2位に終わった。
1961年に昨シーズンのリーグ戦で2位だったシェフィールド・ウェンズデイFCの監督に就任。その3年後の1964年にアヤックスに復帰した。アヤックスでは当時17歳のヨハン・クライフをデビューさせたが、成績は思わしくなく、1年で退任。バッキンガムが退任したアヤックスにはリヌス・ミケルスが監督に就任した。
1965年にイングランドに戻り、フラムFCの監督に就き、1968年にギリシャで短期間監督を務めたのち、1969年にFCバルセロナの監督に就任した。1970-71シーズンにコパ・デル・レイ決勝でバレンシアCFを破り、優勝に導くが、プリメーラ・ディビシオンではバレンシアに次ぐ2位に終わった。このシーズンで退任し、後任にはアヤックス時代と同じくミケルスが就任した。
1972年2月に降格の危機にあったセビージャFCの監督に就任したが、降格を回避することは出来なかった。その後1975年に就任したオリンピアコスFCではリーグ戦3位に終わり、連覇を逃した。

## タイトル
ウェスト・ブロム
- FAカップ:1953-54
- FAチャリティ・シールド:1954

アヤックス
- エールディヴィジ:1959-60

バルセロナ
- コパ・デル・レイ:1970-71